# Institut militaire du Kentucky

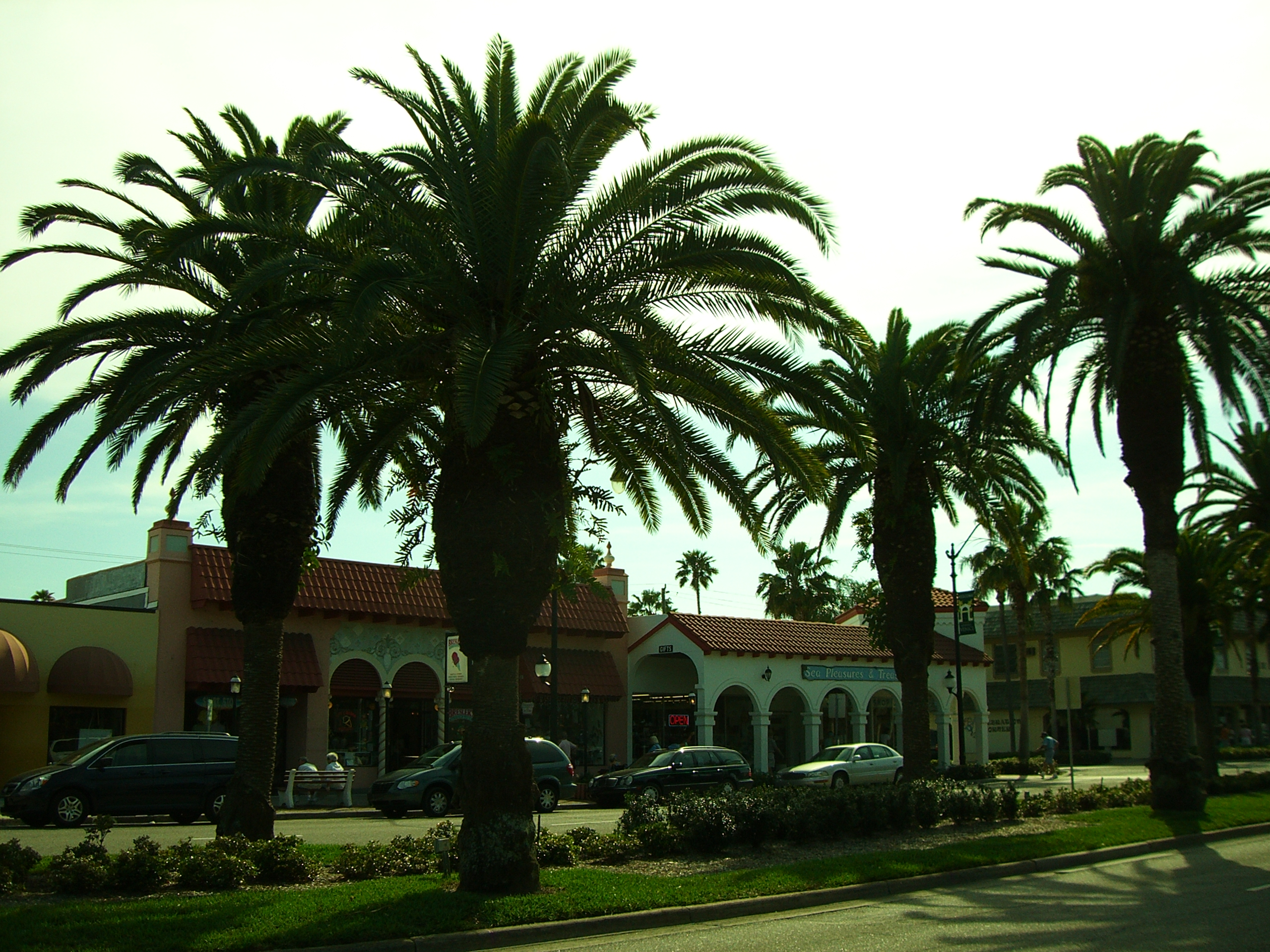
Centre-ville de Venice (avenue ouest de Venise)

L'institut militaire du Kentucky (IMC) est une école préparatoire militaire située à Lyndon, au Kentucky, et à Venice, en Floride, qui a fonctionné de 1845 à 1971.
L'une des plus anciennes écoles préparatoire militaires traditionnelles des États-Unis, l'IMC s'inscrit dans la veine de l'institut militaire de Virginie, dans le fait que l'ensemble de ses étudiants sont classés comme des cadets. Il est fondé en 1845 par le colonel Robert Thomas Pritchard Allen (26 septembre 1813-9 juillet 1888) et est reconnu par le Commonwealth du Kentucky en 1847.
Le KMI passe l'hiver à Eau Gallie, en Floride, de 1907 à 1921, alors que le campus a été rasé par un incendie.
En raison de difficultés financières, le campus de la Floride est déplacé à de nombreuses reprises à la fin du XIXe siècle et début du XXe siècle, et est fermé en 1924 ; il rouvre l'année suivante. Il s'installe à Venice, en Floride, en 1932, où les classes d'hiver se sont déjà tenues. Charles B. Richmond est nommé surintendant et l'école prospère jusqu'à la fin des années 1960. Le campus principal de Lyndon, au Kentucky, qui est situé à la périphérie de Louisville, dans le Kentucky, commence à décliner à la suite d'une baisse d'intérêt des enrôlements dans l'armée, conjuguée à la hausse des frais de scolarité, ce qui provoque des difficultés financières à l'école. Sa dernière promotion d'élèves est diplômée en 1971, et ses portes ferment définitivement à l'été. Il rouvre la année suivante en tant que lycée du Kentucky (Kentucky Academy) et devient une école mixte non-militaire. Cependant, il fusionne rapidement avec le Kentucky Country Day School.

## Anciens élèves notables
- Jim Backus, acteur ; crédits Thurston Howell III dans L'Île aux naufragés
- John Y. Brown, Jr., gouverneur du Kentucky
- William Denis Brown, III ; avocat, homme d'affaires, sénateur de l'État, de Monroe, en Louisiane ; étudie de 1948 à 1949[2]
- Stephen Gano Burbridge, major général d l'armée de l'Union
- Robert S. Goss, colonel confédéré, fondateur de l'institut militaire du Nouveau-Mexique
- John A. « Jack » Hillerich III, actuel président du conseil de Hillerich & Bradsby
- Robert Hoke, major général confédéré
- Clifford B. Latta, sénateur de l'État du Kentucky
- Robert A. McClure (promotion 1915), le chef du renseignement des forces alliées en Europe du général Eisenhower durant la seconde guerre mondiale
- Victor Mature, acteur ; les crédits incluent Samson et Dalila, La Poursuite infernale
- Wendell H. Meade, représentant des États-Unis du Kentucky
- Harry Morton Mitchell Jr., homme d'affaires du Kentucky de la Southern Bell Telephone Company
- Samuel Woodson Price, artiste et soldat ; major général de l'armée de l'Union
- Danny Sullivan, pilote de voiture de course ; vainqueur des 500 miles d'Indianapolis en 1985 ;
- Fred Willard (promotion 1951), acteur ; de nombreux crédits à la télévision et au cinéma dont Bêtes de scène et Spinal Tap.